# Trypeticus gratus
Trypeticus gratus är en skalbaggsart som beskrevs av Kanaar 2003. Trypeticus gratus ingår i släktet Trypeticus och familjen stumpbaggar. Inga underarter finns listade i Catalogue of Life.